# Ockl Caecilián
Ockl Caecilián (másként: Ockl Caecilianus, Cecilijan Öckl, Kulm, Csehország, 1753. május 12. – Vukovár, 1809. március 15.) Szent Ferenc-rendi Kapisztrán szerzetes.

## Élete
Atya településen lépett a rendbe, 1769-ben. A pesti egyetemen szerezte professzori diplomáját teológiából és filozófiából. 1779-ben egyetemi tanár volt a nekcsei, majd 1780-82-ben az aradi egyetemen. A budai zárdában is tartózkodott több évig.

## Művei
- Rede bey der Feyerlichkeit als der Grundstein zu dem Gotteshause in der Christinastadt in Ofen gelegt wurde. Ofen, 1795
- Tractatus isagogicus in theologiam dogmaticam seu de religione et locis theologicis, praelectus in usum religiosorum auditorum. Bajae, 1802. (A bajai szerzetes növendékeknek tartott előadások, 1802)
- Propositiones ex theologia dogmatica et morali. Budae, 1802
- Propositiones de religione et isogogia in theologiam dogmaticam. Budae, 1803
- Synopsis collectanea vitae, mortis et operum d. loannis a Capistrano. Budae, 1803